# Alfredo Pacheco Miranda
Alfredo Pacheco Miranda est l'une des cinq paroisses civiles de la municipalité de Santiago Mariño, dans l'État d'Aragua au Venezuela. Sa capitale est San Joaquín. Sa population s'élève à 26 256 habitants.

## Géographie

### Relief
Située à cheval sur les limites méridionales du parc national Henri Pittier, la paroisse civile est dominée par les cerros El Tierral au sud et Tucupido au nord.

### Démographie
Hormis sa capitale officielle San Joaquín et faisant partie de l'agglomération de Maracay, la paroisse civile ne possède aucune autre localité.

## Sources
- (es) Cet article est partiellement ou en totalité issu de l’article de Wikipédia en espagnol intitulé « Municipio Santiago Mariño » (voir la liste des auteurs).